# Tmesisternus batchianensis
Tmesisternus batchianensis là một loài bọ cánh cứng trong họ Cerambycidae.